# ŽRK Zrinski Čakovec
Ženski rukometni klub Zrinski je hrvatski ženski rukometni klub. 
Boja dresa je crvena.
Veliki klupski uspjeh u povijesti ovog kluba je u mlađim kategorijama. Sezone 2009./10.,(u najboljoj sedmorki Paula Posavec kao lijevo krilo, Stela Posavec kao srednja vanjska te Nebojša Buvač kao najbolji trener) 2011./12. i 2012./2013. kadetkinje su postale hrvatskim prvakinjama. Završnica se igrala u Umagu i Novigradu, a Čakovčanke su nanizale sedam pobjeda.
Sastav prvakinja 2012./13. činile su: Dominić, Ivačić, Paula Posavec, Šarić, Makar, Sinanović, Glad, Stela Posavec, Zadravec, Resman, Horvat, Car, Androić, Benčik, Balić, Laptoš. Trener: Željko Golik.Zrinski je dao dvije igračice u najbolju sedmorku; Paulu Posavec i Nikolinu Zadravec, Stela Posavec je najbolja je igračica, Ira Resman najbolja obrambena igračica turnira.
2012. i 2016. su godine igračice ŽRK Zrinskog proglašene su za najbolju ekipu Međimurske županije. Od 2014. klub se natječe u 1. HRL.

## Vanjske poveznice
- ŽRK Zrinski - službene stranice  Arhivirana inačica izvorne stranice od 13. ožujka 2014. (Wayback Machine)
- Službene stranice  Arhivirana inačica izvorne stranice od 11. listopada 2015. (Wayback Machine)